# Joe Walsh (amerykański polityk)
Joe Walsh (ur. 27 grudnia 1961 w North Barrington w Illinois) – amerykański polityk związany z Partią Republikańską i ruchem TEA Party, Członek Izby Reprezentantów w latach 2011–2013 i gospodarz programu radiowego The Joe Walsh Show.

## Życiorys

### Wczesne życie i wykształcenie
Urodził się 27 grudnia 1961 we wsi North Barrington w hrabstwie Lake w stanie Illinois. Wychowywał się wraz z ośmiorgiem rodzeństwa.
W 1985 ukończył studia na wydziale filologii angielskiej na Uniwersytecie Iowa i zdobył tytuł naukowy Bachelor’s Degree. W 1991 ukończył studia na wydziale polityki publicznej na Uniwersytecie Chicagowskim i uzyskał tytuł Master of Public Policy.
W młodości pracował jako pracownik socjalny.

### Członek Izby Reprezentantów
W 1996 bezskutecznie ubiegał się o miejsce w Izbie Reprezentantów z ramienia Partia Republikańskiej. W 2010 z ramienia tej samej partii i wspierany przez ruch TEA Party wygrał wybory do Izby w 112. Kongresie Stanów Zjednoczonych. Niespełna 290 głosami pokonał kandydatkę Demokratów Melisę Bean. Jego kadencja trwała od 3 stycznia 2011 do 3 stycznia 2013. Bezskutecznie ubiegał się o reelekcję w 2012, przegrywając z Demokratką Tammy Duckworth.

### Gospodarz programu radiowegoThe Joe Walsh Show
Po zakończeniu kariery politycznej pracował jako konserwatywny gospodarz programu radiowego The Joe Walsh Show. Krytykował w nim prezydenturę Baracka Obamy i wspierał oraz promował ubiegającego się w 2016 o stanowisko prezydenta Stanów Zjednoczonych Donalda Trumpa. Po objęciu przez Trumpa urzędu, Walsh z czasem zaczął zarzucać mu niezdolność do sprawowania urzędu, niekompetencję oraz napady złości.

### Udział w prawyborach prezydenckich w 2020
25 sierpnia 2019 ogłosił w programie telewizyjnym ABC This Week, że zamierza wziąć udział w wyborach prezydenckich w 2020 i kandydować w prawyborach Partii Republikańskiej przeciwko prezydentowi Donaldowi Trumpowi, który zapowiedział ubieganie się o reelekcję z ramienia tej samej partii. Ogłaszając swoją kandydaturę, Walsh wspomniał także, że czuje się odpowiedzialny za stworzenie Trumpa, i że nie kandyduje jako przedstawiciel centrum, ale prawicy oraz na gruncie moralnym.
W pierwszym głosowaniu, w stanie Iowa, zajął trzecie miejsce. Po tym zdecydował zrezygnować z dalszej kampanii wyborczej. Zadeklarował jednak, że nadal uważa Donalda Trumpa za największe wówczas zagrożenie dla Stanów Zjednoczonych i zrobi wszystko, by go powstrzymać, włącznie z popieraniem kandydata Partii Demokratycznej, jeśli będzie trzeba. Kandydatura Walsha miała być w odczuciu jego samego szansą na to, żeby prezydentem został jednak Republikanin.

## Życie prywatne
Krótko po tym, jak został członkiem Izby Reprezentantów w 2011, media nagłośniły jego problemy związane z byłą żoną, Laurą Walsh, z którą rozwiódł się w 2012. Laura Walsh złożyła pozew, w którym twierdziła, że jej były mąż był winien 117 437 dolarów amerykańskich zaległych alimentów.
Z drugą żoną Helen Walsh ma pięcioro dzieci.